# 田中貴也
田中 貴也（たなか たかや、1992年8月27日 - ）は、京都府南丹市出身のプロ野球選手（捕手）。右投左打。東北楽天ゴールデンイーグルス所属。

## 経歴

### プロ入り前
京都・南丹市立園部中学校時代に甲子園での大嶺祐太らの活躍に触発され、伊志嶺吉盛監督の指導を受けるため沖縄県石垣市の八重山商工に進学。初めての寮生活や伊志嶺の厳しい指導で「もう毎日辞めたかったです」と当時を振り返っている。2年時は1学年先輩の大嶺翔太とバッテリーを組み夏の県大会では唯一2年でベンチ入りしたが、エンドランで空振りするなど自身のミスもあり準決勝で興南に4-5で敗退。監督から全部員と父兄がいる中で「おまえのせいで負けたんだ。おまえのせいで3年の高校野球が終わったんだ」と厳しく叱責され、それを見ていた母が自ら寮母となり京都から石垣島へ移り住むことを決意。ちょうど当時の寮母が辞めるタイミングだったこともあり、監督の自宅を改装して作られた寮に引っ越し寝食を共にした。3年夏は県大会3回戦で宮国椋丞を擁する糸満高校に敗れた。甲子園出場はなし。
石垣島まで直々に訪れた山梨学院大学硬式野球部監督の高橋一三とコーチの伊藤彰から勧誘され山梨学院大学に進学し、1年春の開幕戦からリーグ戦に出場。主将となった4年春にはチームを創部以来初の全国大会（第63回全日本大学野球選手権大会）出場に導いた。4年春・秋にベストナインを獲得。1年上に高梨裕稔がいる。
2014年10月23日に行われたドラフト会議では、読売ジャイアンツから育成3位指名を受け、育成選手として入団した。背番号は005。

### 巨人時代
2017年は、WBCでチームを離れた小林誠司に代わって、育成選手ながらプロ入り初の一軍のキャンプに参加した。オープン戦には6試合に出場、イースタン・リーグ公式戦には7月31日までに二軍の捕手陣では最高の40試合に出場し、打率.253を記録した。これが評価され登録期限日の7月31日に支配下登録を勝ち取り、背番号を63に変更した。11月25日から台湾で開催されるアジアウインターベースボールリーグに、NPBイースタン選抜として出場した。オフには、ドラフト5位で指名された田中俊太が背番号63を着用することになったため、自身の背番号は69に変更となった。
2018年8月31日に初めて一軍に登録され、翌9月1日の対中日ドラゴンズ戦（ナゴヤドーム）で延長12回表に中川皓太の代打として一軍初出場。ただし、相手投手が右の木下雄介から左の岩瀬仁紀に代わったことで打席に立つ前に代打の代打として吉川大幾が送られたため、守備も打撃も走塁も行わない珍しい初出場となった。その後は出場機会がなく、9月11日に登録抹消された。二軍では64試合に出場し打率.308を記録。10月6日のファーム日本選手権・阪神戦でも先発マスクを任されたが4-8で敗れた。
2019年は8月29日に一軍に登録され、同日の対広島東洋カープ戦（東京ドーム）で大量リードの9回表に大城卓三に代わってマスクをかぶり、これが実質的な一軍初出場となった。なお、9月1日に登録を抹消され、初打席は未体験のままこの1試合のみでシーズンを終えた。二軍での出場試合数は前年の半数以下に減り、契約更改時に「悔しさしか残っていない1年」と振り返った。シーズン終了後の11月23日からは、アジアウインターベースボールリーグへ2年ぶりに参加した。
2020年には、捕手登録の選手から、小林、炭谷銀仁朗、大城卓三と共にレギュラーシーズンの開幕一軍メンバーに名を連ねた。しかし、実際には公式戦へ出場することなく、開幕4日後の6月21日に出場選手登録を抹消された。抹消後は捕手出身の阿部慎之助二軍監督から「打つポイントを（抹消前より）もっと前に想定しながらバットを振れば、もっと強い打球を放てる」との金言を受けたが、一軍への復帰までには至らなかった。

### 楽天時代
2020年9月28日に、巨人から金銭トレードで東北楽天ゴールデンイーグルスへ移籍することが発表された。背番号は55で、チームには2017年から田中和基が、2021年から田中将大がそれぞれ在籍しているため、報道やスコアボードでは「田中貴」という表記を用いることになった。
移籍後は、イースタン・リーグ10試合で通算打率.450を記録したことなどを評価され、10月24日の対北海道日本ハムファイターズ戦（楽天生命パーク）から一軍公式戦9試合に出場。この試合では、「9番・捕手」としてプロ入り後初めて一軍公式戦のスタメンに起用されたほか、4回裏の第2打席で一軍公式戦初安打・初打点を河野竜生からの適時打でマーク。次にスタメンで起用された同月29日の対埼玉西武ライオンズ戦（メットライフドーム）では、3回表の打席でセーフティスクイズを成功させたほか、7回表の打席で一軍公式戦での初本塁打を放つなど、3安打3打点という活躍でチームの勝利に貢献した。一軍公式戦全体では、打席数がわずか18ながらも、打率.400（15打数6安打）、出塁率.438、長打率.600を記録。オフに、50万円増となる推定年俸650万円で契約を更改し、「プロに入ってから最も充実した年」と述懐した。
2021年には、正捕手候補の1人として、春季キャンプのスタートからシーズン終了まで1年を通して一軍に帯同。指名打者としても出場するなど、シーズンではキャリアハイとなる31試合に出場した。オフに、150万円増となる推定年俸800万円で契約を更改した。また、ドラフト2位ルーキーの安田悠馬が背番号55を背負うこともあり、背番号が44に変更された。
2022年は、春季キャンプで右ふくらはぎの負傷により出遅れて、開幕を二軍で迎えたものの、6月11日の古巣巨人戦で一軍昇格し、シーズン終盤まで第3捕手として一軍に帯同した。オフには30万円増となる推定年俸830万円で契約を更改した。
2023年は、二軍で打率.202と振るわず、6年ぶりに一軍出場が0に終わった。
2024年は3年ぶりに開幕一軍入りを果たし第3捕手としてチームに貢献した。
2025年は2年連続で開幕一軍入りしたが、なかなか出場機会に恵まれず開幕後14試合目でシーズン初出場、40試合目で初打席。いずれもチーム最遅記録となった。

## 選手としての特徴・人物
二塁送球1.9秒の強肩を誇り、スローイング能力が高い。
沈み込むような個性的な打撃フォームから「潜水艦打法」とファンから名付けられた。
ポジティブ思考であり、どんな時でも元気を失わない。また、研究熱心で人思いで優しい性格。
巨人時代は菅野智之と初めて試合でバッテリーを組んだ際、菅野に「4回まで首を振らなかったのはプロに入って初めて。面白い捕手だなと思った」と言わせた。

## 詳細情報

### 年度別打撃成績
| 年 度     | 球 団     | 試 合 | 打 席 | 打 数 | 得 点 | 安 打 | 二 塁 打 | 三 塁 打 | 本 塁 打 | 塁 打 | 打 点 | 盗 塁 | 盗 塁 死 | 犠 打 | 犠 飛 | 四 球 | 敬 遠 | 死 球 | 三 振 | 併 殺 打 | 打 率 | 出 塁 率 | 長 打 率 | O P S |
| --------- | --------- | ----- | ----- | ----- | ----- | ----- | -------- | -------- | -------- | ----- | ----- | ----- | -------- | ----- | ----- | ----- | ----- | ----- | ----- | -------- | ----- | -------- | -------- | ----- |
| 2018      | 巨人      | 1     | 0     | 0     | 0     | 0     | 0        | 0        | 0        | 0     | 0     | 0     | 0        | 0     | 0     | 0     | 0     | 0     | 0     | 0        | ----  | ----     | ----     | ----  |
| 2019      | 巨人      | 1     | 0     | 0     | 0     | 0     | 0        | 0        | 0        | 0     | 0     | 0     | 0        | 0     | 0     | 0     | 0     | 0     | 0     | 0        | ----  | ----     | ----     | ----  |
| 2020      | 楽天      | 9     | 18    | 15    | 5     | 6     | 0        | 0        | 1        | 9     | 4     | 0     | 0        | 2     | 0     | 1     | 0     | 0     | 7     | 0        | .400  | .438     | .600     | 1.038 |
| 2021      | 楽天      | 31    | 43    | 38    | 2     | 10    | 2        | 0        | 2        | 18    | 3     | 0     | 0        | 2     | 0     | 3     | 0     | 0     | 9     | 0        | .263  | .317     | .474     | .791  |
| 2022      | 楽天      | 18    | 19    | 17    | 2     | 2     | 0        | 0        | 0        | 2     | 1     | 0     | 0        | 0     | 0     | 1     | 0     | 1     | 7     | 0        | .118  | .211     | .118     | .328  |
| 2024      | 楽天      | 17    | 12    | 10    | 9     | 1     | 0        | 0        | 0        | 1     | 0     | 0     | 0        | 0     | 0     | 2     | 0     | 0     | 4     | 1        | .100  | .250     | .100     | .350  |
| 通算：6年 | 通算：6年 | 77    | 92    | 80    | 9     | 19    | 2        | 0        | 3        | 30    | 8     | 0     | 0        | 4     | 0     | 7     | 0     | 1     | 27    | 1        | .238  | .307     | .375     | .682  |

- 2024年度シーズン終了時

### 年度別守備成績
| 年 度 | 球 団 | 捕手  | 捕手  | 捕手  | 捕手  | 捕手  | 捕手     | 捕手  | 捕手     | 捕手     | 捕手     | 捕手     |
| 年 度 | 球 団 | 試 合 | 刺 殺 | 補 殺 | 失 策 | 併 殺 | 守 備 率 | 捕 逸 | 企 図 数 | 許 盗 塁 | 盗 塁 刺 | 阻 止 率 |
| ----- | ----- | ----- | ----- | ----- | ----- | ----- | -------- | ----- | -------- | -------- | -------- | -------- |
| 2019  | 巨人  | 1     | 0     | 0     | 0     | 0     | ----     | 0     | 0        | 0        | 0        | ----     |
| 2020  | 楽天  | 9     | 41    | 2     | 0     | 0     | 1.000    | 0     | 11       | 10       | 1        | .091     |
| 2021  | 楽天  | 22    | 56    | 11    | 1     | 1     | .985     | 0     | 8        | 6        | 2        | .250     |
| 2022  | 楽天  | 16    | 30    | 9     | 1     | 1     | .975     | 0     | 4        | 3        | 1        | .250     |
| 2024  | 楽天  | 17    | 28    | 3     | 0     | 1     | 1.000    | 1     | 0        | 0        | 0        | ----     |
| 通算  | 通算  | 65    | 155   | 25    | 2     | 3     | .989     | 1     | 23       | 19       | 4        | .174     |

- 2024年度シーズン終了時[注 2]

### 記録
初記録
- 初出場：2018年9月1日、対中日ドラゴンズ22回戦（ナゴヤドーム）、12回表に中川皓太の代打で出場（代打の代打で吉川大幾と交代）
- 初先発出場：2020年10月24日、対北海道日本ハムファイターズ23回戦（楽天生命パーク宮城）、「9番・捕手」で先発出場
- 初打席：同上、2回裏に河野竜生から空振り三振
- 初安打・初打点：同上、4回裏に河野竜生から右前適時安打
- 初本塁打：2020年10月29日、対埼玉西武ライオンズ22回戦（メットライフドーム）、7回表に國場翼から中越2ラン

### 背番号
- 005（2015年 - 2017年7月30日）
- 63（2017年7月31日 - 同年終了）
- 69（2018年 - 2020年9月28日）
- 55（2020年9月29日 - 2021年）
- 44（2022年 - ）